# Борквальде
Борквальде (нем. Borkwalde) — община в Германии, в земле Бранденбург.
Входит в состав района Потсдам-Миттельмарк. Подчиняется управлению Брюк.  Население составляет 1564 человека (на 31 декабря 2010 года). Занимает площадь 4,88 км².
| Год  | Население |
| ---- | --------- |
| 2005 | 1472      |
| 2010 | 1569      |